# Escuela Nacional de Estudios Superiores Unidad Mérida
La Escuela Nacional de Estudios Superiores (ENES) Unidad Mérida es una institución académica multidisciplinaria de la Universidad Nacional Autónoma de México (UNAM) ubicada a las afueras del poniente de la ciudad de Mérida, en el estado de Yucatán. Este campus se encuentra a un costado de la Universidad Politécnica de Yucatán (UPY) y su unidad es parte del proyecto ENES de la UNAM, que tiene por objetivo la expansión y el acceso a más personas de toda la República Mexicana a la educación impartida por esta universidad, la cual es considerada la máxima casa de estudios del país.

## Creación
La creación de la ENES Mérida fue aprobada por acuerdo del H. Consejo Universitario de la UNAM en sus sesiones del 30 de agosto y del 13 de diciembre de 2017. El 14 de febrero de 2020 inició sus actividades formales.

## Licenciaturas
Cada una de las licenciaturas que ofrece la ENES Unidad Mérida tiene áreas de profundización distintas acordes a las demandas de investigación actuales y las que serán necesarias en un futuro próximo. Las licenciaturas que se imparten son:
- Manejo Sustentable de Zonas Costeras
- Desarrollo y Gestión Interculturales
- Ciencias Ambientales
- Ciencias de la Tierra
- Geografía Aplicada
- Ecología
- Sociología Aplicada

## Lenguas
El Departamento de Lenguas de la ENES Mérida se encarga de coordinar las asignaturas de lenguas que forman parte de los planes de estudio de las licenciaturas, así como de ofrecer cursos y talleres de segundas lenguas a todos los alumnos y a los trabajadores de la UNAM en la región, de acuerdo con sus necesidades. Igualmente se ofrecen programas de formación en segundas lenguas al público, así como oportunidades de formación y de desarrollo profesional a los docentes de lenguas, tanto al interior de la UNAM, como a nivel local y regional.

## Educación continua
El programa de educación continua de la ENES Mérida ofrece un conjunto de cursos, talleres y diplomados orientados a complementar la formación curricular, profundizar conocimientos, capacitar y actualizar profesionalmente en todos los campos del saber, bajo los criterios de calidad y pertinencia de la universidad. Igualmente, se ofrece el diseño e impartición de cursos para atender las necesidades de capacitación y actualización de instituciones y empresas, públicas y privadas.